# Gornja Slatina (Vitina)
Pour les articles homonymes, voir Gornja Slatina.
Sllatinë e Epërme en albanais et Gornja Slatina en serbe latin (en serbe cyrillique : Горња Слатина) est une localité du Kosovo située dans la commune/municipalité de Viti/Vitina, district de Gjilan/Gnjilane (Kosovo) ou district de Kosovo-Pomoravlje (Serbie). Selon le recensement kosovar de 2011, elle compte 2 317 habitants.

## Démographie

### Évolution historique de la population dans la localité
| 1948 | 1953 | 1961 | 1971  | 1981  | 1991  | 2011  |
| ---- | ---- | ---- | ----- | ----- | ----- | ----- |
| 853  | 922  | 989  | 1 294 | 1 783 | 2 323 | 2 317 |

|  |

### Répartition de la population par nationalités (2011)
En 2011, les Albanais représentaient 99,78 % de la population.